# فرودگاه بین‌المللی کریل سر
فرودگاه بین‌المللی کریل سر (به انگلیسی: Carriel Sur International Airport) یک فرودگاه همگانی با کد یاتا CCP است که یک باند فرود آسفالت دارد و طول باند آن ۲۳۰۰ متر است. این فرودگاه در شهر کنسپسیون، شیلی کشور شیلی قرار دارد و در ارتفاع ۸ متری از سطح دریا واقع شده‌است.

## شرکت‌های هواپیمایی و مقصدهای پروازی
| شرکت‌های هواپیمایی    | مقصدهای پروازی |
| -------------------- | --- |
| JetSmart             | سروو مورنو (Begins 15 August, 2017) , ال لوا (Begins 14 August, 2017), ال تپوال (Begins 2 October, 2017), کومودورو ارتورو مرینو بنیتز (Begins 15 August, 2017) |
| لان ایرلاینز         | سروو مورنو (Begins October, 2017), پرزیدانت کارلوس ایبانیز دل کامپو (Begins 2 October, 2017), کومودورو ارتورو مرینو بنیتز                                      |
| Latin American Wings | کومودورو ارتورو مرینو بنیتز |
| اسکای ایرلاین        | ال لوا (Begins 2 October, 2017), کومودورو ارتورو مرینو بنیتز                                                                                                   |